# Bad Magic
Bad Magic é o 22º e último álbum de estúdio da banda britânica de heavy metal Motörhead. Foi lançado em 28 de agosto de 2015 e produzido pelo colaborador de longa data Cameron Webb. Foi o último álbum  do grupo, tendo em vista a morte do vocalista e baixista Lemmy Kilmister em dezembro de 2015 e o consequente fim da banda.

## Faixas
Todas as faixas escritas e compostas por Motörhead, exceto onde anotado. 
| N.º            | Título                                              | Compositor(es)             | Duração |  |
| 1.             | "Victory or Die"                                    |                            | 3:09    |  |
| 2.             | "Thunder & Lightning"                               |                            | 3:06    |  |
| 3.             | "Fire Storm Hotel"                                  |                            | 3:35    |  |
| 4.             | "Shoot Out All of Your Lights"                      |                            | 3:15    |  |
| 5.             | "The Devil"                                         |                            | 2:54    |  |
| 6.             | "Electricity"                                       |                            | 2:17    |  |
| 7.             | "Evil Eye"                                          |                            | 2:20    |  |
| 8.             | "Teach Them How to Bleed"                           |                            | 3:13    |  |
| 9.             | "Till the End"                                      |                            | 4:05    |  |
| 10.            | "Tell Me Who to Kill"                               |                            | 2:57    |  |
| 11.            | "Choking on Your Screams"                           |                            | 3:33    |  |
| 12.            | "When the Sky Comes Looking for You"                |                            | 2:58    |  |
| 13.            | "Sympathy for the Devil" (The Rolling Stones cover) | Mick Jagger/Keith Richards | 5:35    |  |
| Duração total: | Duração total:                                      | Duração total:             | 42:57   |  |

## Créditos

### Motörhead
- "Lemmy" Kilmister – baixo, vocal
- Phil Campbell – guitarra, piano em "Sympathy for the Devil"
- Mikkey Dee – bateria

### Participações
- Jimmi Mayweather e Nick Agee - backing vocals em "Shoot Out All Of Your Lights'"
- Brian May – solo de guitarra em "The Devil"

## Desempenho comercial
| Parada musical                                | Posição |
| --------------------------------------------- | ------- |
| Austrália (ARIA)                              | 29      |
| Áustria (Ö3 Austria Top 40)                   | 1       |
| Bélgica (Ultratop Flandres)                   | 9       |
| Bélgica (Ultratop Valônia)                    | 12      |
| Canadá (Billboard)                            | 10      |
| Croácia (IFPI)                                | 2       |
| República Tcheca (ČNS IFPI)                   | 4       |
| Países Baixos (Dutch Charts)                  | 7       |
| Finlândia (Suomen virallinen lista)           | 1       |
| França (SNEP)                                 | 16      |
| Alemanha (Offizielle Deutsche Charts)         | 1       |
| Hungria (MAHASZ)                              | 13      |
| Irlanda (IRMA)                                | 43      |
| Itália (FIMI)                                 | 12      |
| Japão (Oricon)                                | 67      |
| Nova Zelândia (RMNZ)                          | 25      |
| Noruega (VG-lista)                            | 7       |
| Polónia (ZPAV)                                | 32      |
| Escócia (Official Scottish Albums)            | 8       |
| Suécia (Sverigetopplistan)                    | 4       |
| Suíça (Schweizer Hitparade)                   | 2       |
| Reino Unido (UK Albums Chart)                 | 10      |
| Reino Unido (UK Digital Albums)               | 28      |
| Reino Unido (UK Independent Albums Chart)     | 1       |
| Reino Unido (Rock & Metal Albums)             | 1       |
| Estados Unidos (Billboard 200)                | 35      |
| Estados Unidos (Billboard Independent Albums) | 3       |
| Estados Unidos (Top Hard Rock Albums)         | 2       |
| Estados Unidos (Top Rock Albums)              | 5       |
| Estados Unidos (Top Tastemaker Albums)        | 5       |